# Escape Room: La pel·lícula
Escape Room: La pel·lícula és un film català dirigit per Héctor Claramunt, basat en l'obra de teatre escrita per Joel Joan i el mateix Claramunt. La producció combina diversos gèneres, com el thriller o la comèdia, i es va estrenar l'11 de març del 2022.

## Argument
Dues parelles queden per fer un joc d'escapada, però un passatemps que semblava inofensiu pren un caire perillós.

## Repartiment
- Joel Joan com a Edu.
- Paula Vives com a Marina.
- Ivan Massagué com a Rai.
- Mònica Pérez com a Viky.

## Recepció
Escape Room: La pel·lícula es va estrenar en 52 cinemes de Catalunya, Andorra, el País Valencià i Mallorca. El primer cap de setmana va recaptar 51.449 euros i va tenir 7.176 espectadors. Va ser la tretzena pel·lícula amb més recaptació als cinemes d'Espanya aquella setmana.
El film va formar part de la Selecció Oficial del FIC-CAT 2022, on va guanyar el Premi del Públic Presencial.
El 28 d'octubre de 2022 es va emetre per primer cop a TV3, i va ser seguida per 338.000 espectadors, cosa que va representar el 19,5% de quota de pantalla.